# Saltos ornamentais no Campeonato Mundial de Esportes Aquáticos de 2023 - Plataforma 10 m sincronizado masculino

A competição de saltos ornamentais na categoria plataforma 10 m sincronizado masculino no Campeonato Mundial de Esportes Aquáticos de 2023 fora realizada nos dias 17 de julho de 2023 no Fukuoka Prefectural Pool em Fukuoka, no Japão. Ao todo, 18 Comitês Olímpicos Nacionais compostos por duplas, totalizando 36 atletas participaram do evento.

## Cronograma
Todos os horários estão na Hora Legal Japonesa (UTC+09).
| Data        | Hora  | Evento       |
| ----------- | ----- | ------------ |
| 17 de julho | 12:30 | Eliminatória |
| 17 de julho | 18:00 | Final        |

## Formato da competição
A competição consiste em duas rodadas: eliminatória e final. As 12 duplas com melhor pontuação avançam à final, e aquela com melhor pontuação garante a medalha de ouro. 

## Medalhistas
| Ouro                           | Prata                                     | Bronze                                 |
| China · Lian Junjie · Yang Hao | Ucrânia · Kirill Boliukh · Oleksiy Sereda | México · Kevin Berlín · Randal Willars |

## Resultados
| Pos.              | CON            | Saltadores                                 | Eliminatória | Eliminatória | Final         | Final         |
| Pos.              | CON            | Saltadores                                 | Pontos       | Pos.         | Pontos        | Pos.          |
| ----------------- | -------------- | ------------------------------------------ | ------------ | ------------ | ------------- | ------------- |
| Medalha de ouro   | China          | Lian Junjie Yang Hao                       | 463.65       | 1            | 477.75        | 1             |
| Medalha de prata  | Ucrânia        | Kirill Boliukh Oleksiy Sereda              | 404.22       | 4            | 439.32        | 2             |
| Medalha de bronze | México         | Kevin Berlín Randal Willars                | 411.78       | 3            | 434.16        | 3             |
| 4                 | Reino Unido    | Matty Lee Noah Williams                    | 429.18       | 2            | 419.82        | 4             |
| 5                 | Austrália      | Domonic Bedggood Cassiel Rousseau          | 377.70       | 6            | 407.46        | 5             |
| 6                 | Estados Unidos | Brandon Loschiavo Jordan Rzepka            | 359.46       | 10           | 375.90        | 6             |
| 7                 | Polónia        | Filip Jachim Robert Łukaszewicz            | 360.21       | 9            | 371.58        | 7             |
| 8                 | Itália         | Riccardo Giovannini Eduard Timbretti Gugiu | 367.35       | 8            | 368.79        | 8             |
| 9                 | Alemanha       | Timo Barthel Jaden Eikermann               | 381.27       | 5            | 364.80        | 9             |
| 10                | Coreia do Sul  | Kim Yeong-taek Yi Jae-gyeong               | 348.78       | 12           | 347.88        | 10            |
| 11                | Áustria        | Anton Knoll Dariush Lotfi                  | 354.75       | 11           | 347.61        | 11            |
| 12                | Malásia        | Bertrand Rhodict Lises Enrique Harold      | 376.80       | 7            | 310.44        | 12            |
| 13                | Grécia         | Nikolaos Molvalis Athanasios Tsirikos      | 348.45       | 13           | Não avançaram | Não avançaram |
| 14                | Brasil         | Diogo Silva Isaac Souza                    | 345.30       | 14           | Não avançaram | Não avançaram |
| 15                | Nova Zelândia  | Arno Lee Luke Sipkes                       | 306.81       | 15           | Não avançaram | Não avançaram |
| 16                | Indonésia      | Andriyan Adityo Restu Putra                | 300.03       | 16           | Não avançaram | Não avançaram |
| 17                | França         | Loïs Szymczak Gary Hunt                    | 285.51       | 17           | Não avançaram | Não avançaram |
| 18                | Macau          | He Heung Wing Zhang Hoi                    | 215.79       | 18           | Não avançaram | Não avançaram |

## Qualificação aos Jogos Olímpicos de Verão de 2024
Este evento do Campeonato Mundial serviu como evento de qualificação direta ao programa de saltos ornamentais nos Jogos Olímpicos de 2024. As três primeiras equipes receberam vagas ao evento de trampolim sincronizado de 10 metros masculino em Paris.
| Evento qualificatório                  | CONs qualificados      |
| -------------------------------------- | ---------------------- |
| Plataforma 10 m sincronizado masculino | China (CHN)            |
| Plataforma 10 m sincronizado masculino | Ucrânia (UKR)          |
| Plataforma 10 m sincronizado masculino | México (MEX)           |
| Total                                  | 3 vagas (6 saltadores) |